# إزالة الألغام

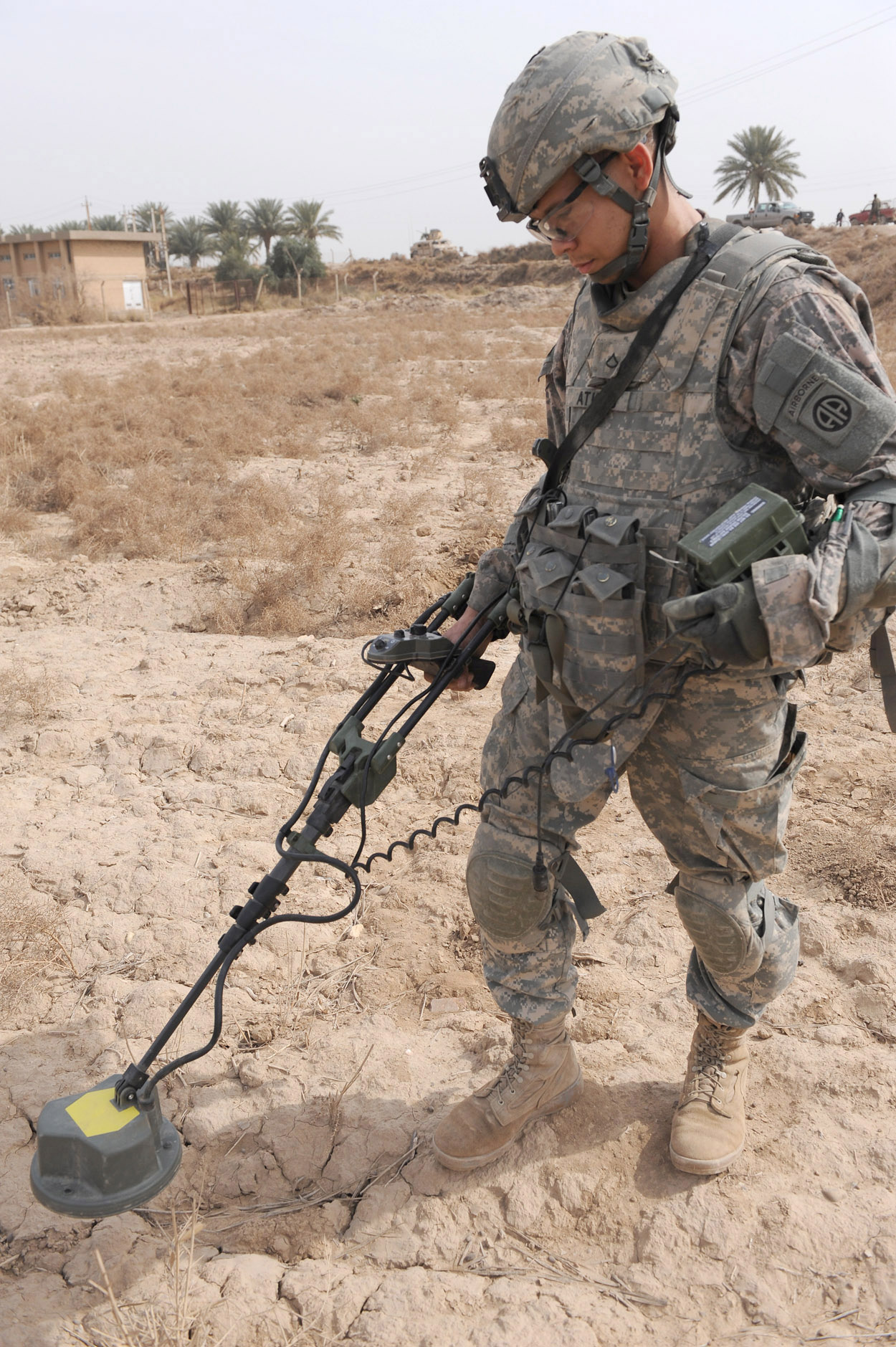
جندي أمريكي في العراق يستعمل كاشف معادن للبحث عن الألغام في محيط بغداد الجديدة.

إزالة الألغام هي عملية استئصال الألغام المزروعة في الأرض، ويطلق مصطلح شبيه هو كسح الألغام على عمليَّة تسبقها وهي الكشف عن أماكن الألغام. يوجد نوعان من إزالة الألغام يتمَّان لأغراضٍ وبوسائل مختلفة، هما الإنسانية والعسكرية. تتعدَّد الأدوات المستعملة في مهمة إزالة الألغام كثيراً، وقد شمل كسحها واكتشافها تاريخياً أساليب تعتمد على حيواناتٍ مُدرَّبة مثل الكلاب والجرذان، إلا أنَّ معظم عمليات كسح الألغام الآن تتم بكاشفات المعادن وعربات خاصة مُزوَّدة بالعديد من الآلات الميكانيكية، كما وتوجد طرق عديدة غريبة مقترحة ومجرَّبة مثل استعمال البكتيريا والموجات الصوتية وغير ذلك.

## الأنواع

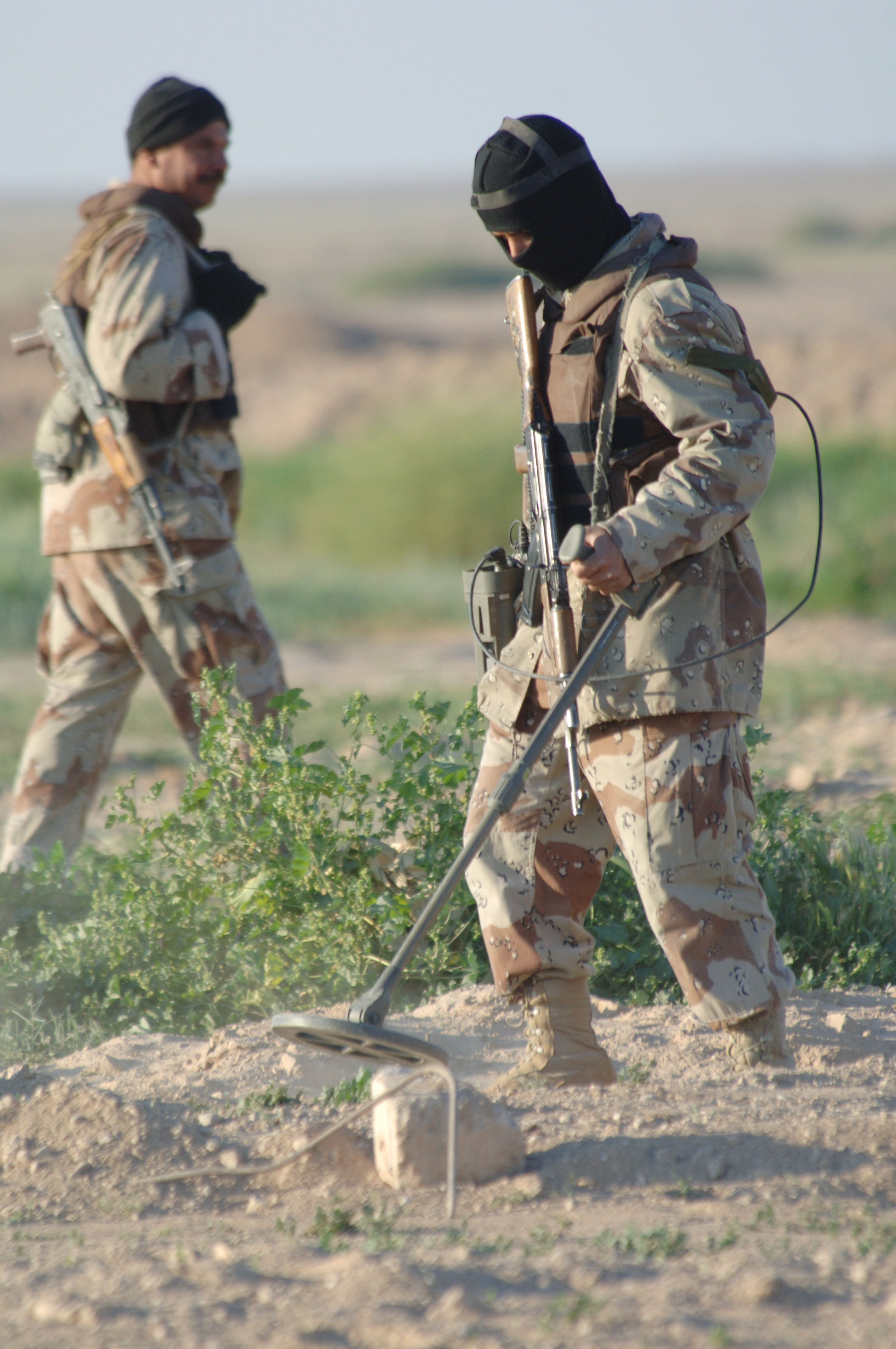
تدرُّب على اكتشاف الأسلحة المدفونة تحت الأرض، الذي يعتمد على نفس آلات وطرق كسح الألغام.

### إزالة الألغام العسكرية
في مناطق القتال، تتم إزالة الألغام بالطريقة العسكرية، وعادةً ما تكون هذه المهمة من وظائف وحدات الهندسة المقاتلة في الجيش (وهي فرع من وحدات الهندسة العسكرية).
على عكس إزالة الألغام الإنسانية، تكون الأولوية القصوى في إزالة الألغام العسكرية هي فتح طريقٍ آمن يمكن للجنود والعربات المرور من خلاله دون التعرض لإصابات. بما أنَّ الوقت خلال الحروب يكون ضيِّقاً فسرعة فتح هذا الطريق شديدة الأهمية، حيث أنَّ السرعة مهمة لأسباب تكتيكية، كما أنَّ الوحدات التي تحتاج لعبور حقل الألغام قد تكون تحت نيران العدو. في مثل هذه الحالات، تكون هناك حاجة شديدة لإزالة الألغام المضادة للمشاة وللعربات على حدّ سواء.
يمكن أن يطلب الضباط العسكريون من جنود الهندسة المقاتلة أن يأتوا لإزالة الإلغام في أي وقت، حيث يشمل ذلك العمل تحت أي ظروفٍ جوية وضمن أي نطاق زمني، ممَّا قد يعرِّض جنود الهندسة لأخطار جمَّة. أحياناً، يمكن أن تتقبَّل القيادة العسكرية إجراء عملية إزالة ألغام حتى ولو كان من المتوقع حدوث خسائر بشرية بسببها. بل ومن المقبول أيضاً في بعض الحالات أن تكون عملية الإزالة سريعة ومفتقرة للدقة، بحيث أنَّه من المتوقع حدوث خسائر بشرية نتيجة ألغام لم يتم اكتشافها. مع ذلك، يمكن أن تكون مهمة إزالة الألغام العسكرية أسهل من نواح عدة من إزالة الألغام الإنسانية، حيث أنه في هذه الحالة يكون على المهندسين التعامل مع حقول ألغام مزروعة حديثاً، وبالتالي يمكن التنبؤ بردود فعلها بسهولة، وتوقع أماكنها التي لم تتغير بسبب حركة الرياح والتربة.
بصورة عامة، تميل عمليات إزالة الألغام العسكرية إلى الاعتماد على وسائل كسح أكثر سرعة لكنها - بالوقت ذاته - أقلُّ دقة.

### إزالة الألغام الإنسانية
عند القيام بإزالة الألغام بعد انتهاء الحروب والنزاعات، يطلق عليه إزالة الألغام الإنسانية. وهي عادة ما تكون عملية استئصال شاملةً للألغام، تتطلَّب وقتاً وجهداً كبيرَين لحرصها على التخلُّص من جميع الألغام المزروعة في اليابسة أو البحر، ومن شديد الأهمية أن تكون العملية دقيقة وكاملة في إجرائها. حيث أنَّ أي افتقار للدقة في العملية - حتى ولو لم تترك سوى ألغام معدودة بعدها - سيتسبَّب في الحقيقة بزيادة الخسائر البشرية، حيث أنَّ المدنيين المحللين سيكونون معتادين على تجنُّب المنطقة سابقاً، أما بعد إجراء الإزالة فسيعودون للتجول فيها بحرية كاملة معتقدين أنها آمنة. في المناطق التي شهدت نزاعات عسكرية سابقاً، كثيراً ما تنتشر مواد تُعرَف باسم بقايا الحرب المتفجِّرة (ERW) مثل الذخائر غير المنفجرة والألغام الأرضية.

## استخدام الروبوت
تتميز الانسالة (الروبوت) الذي تستخدم في اكتشاف اللغم بأن لها يدا مرنة طيعة قابلة للامتداد أو التقصير يعلوها كاميرا تلفزيونية تكتشف أي شيء يظن بأنه يحتوي على قنبلة. وتستخدم هذه الانسالة (الروبوت)أيضا في وضع الشحنات التي تقوم بتفجير أي قنبلة. وتجهز نماذج أخرى من الانسالات بمعدات إطفاء الحرائق، وترسل قريبا من مركز النيران، حيث لا يمكن للإطفائيين الآدميين أن يقتربوا من هذا المكان.

## معرض صور

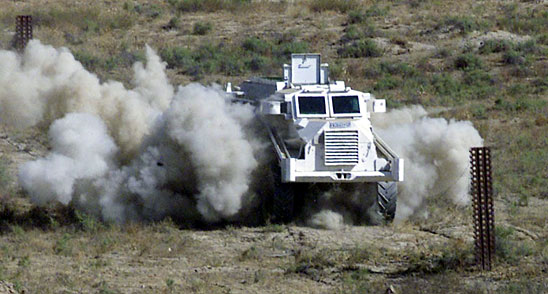
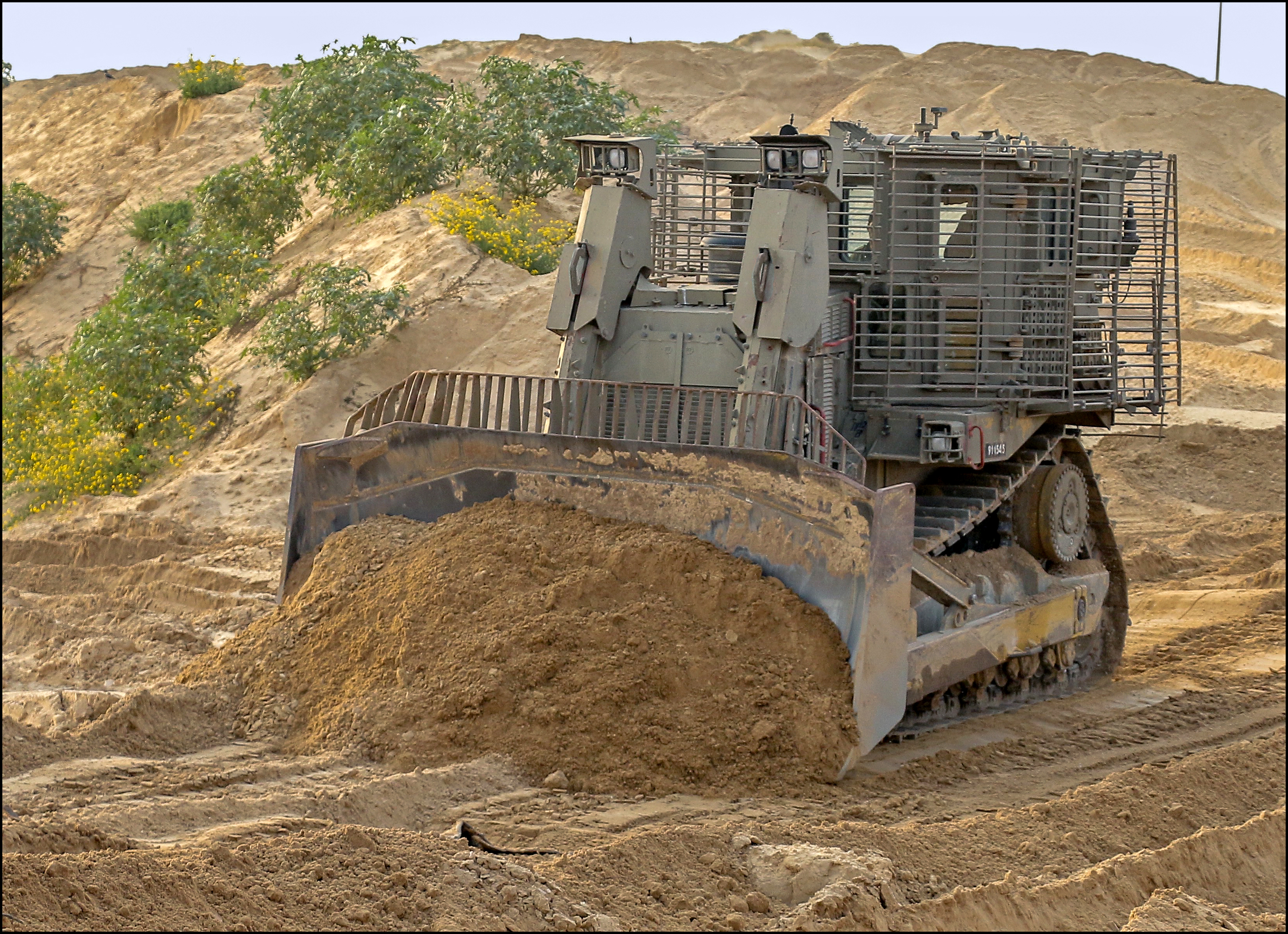
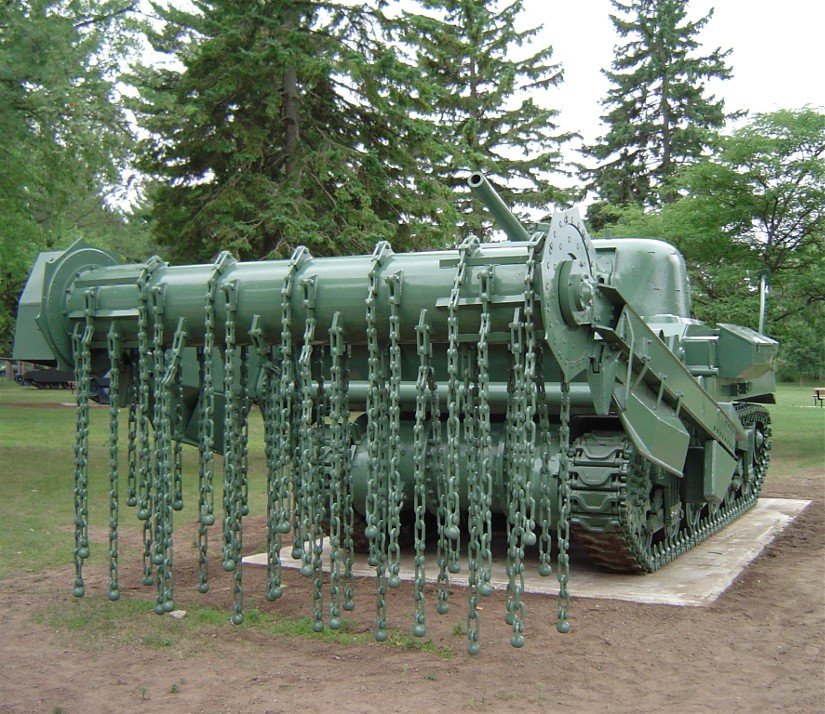